# Étalondes
Étalondes est une commune française située dans le département de la Seine-Maritime en région Normandie.

## Géographie

### Localisation
Installée en bordure du plateau qui domine la vallée de la Bresle, la commune bénéficie de la proximité des trois villes sœurs, Eu, Mers et Le Tréport. L'axe routier Eu - Dieppe ainsi que la côte de la Manche constituent également des attraits complémentaires pour cette bourgade dont la population croît régulièrement.
La commune fait partie de l'aire d'attraction d'Eu et de son bassin de vie, ainsi que de la zone d'emploi de la Vallée de la Bresle - Vimeu.

### Communes limitrophes
Les communes limitrophes sont  Eu, Flocques, Le Tréport et Saint-Rémy-Boscrocourt.

### Géologie et relief
La superficie de la commune est de 4,63 km2 ; son altitude varie de 43  à   99 mètres.

### Hydrographie
La commune est située dans le bassin Seine-Normandie. Elle n'est drainée par aucun cours d'eau,.

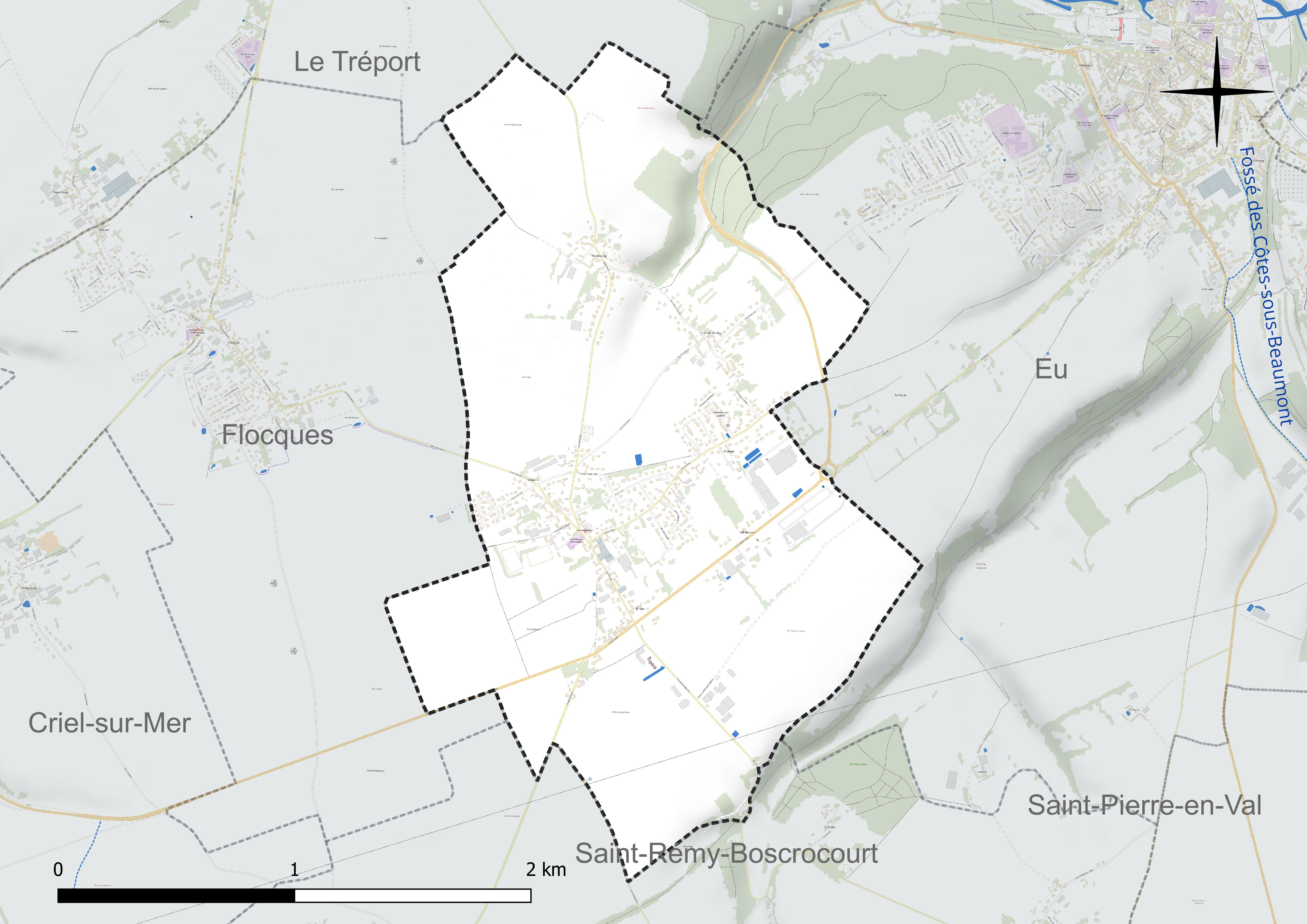
Réseau hydrographique d'Étalondes.

### Climat
Pour des articles plus généraux, voir Climat de la Normandie et Climat de la Seine-Maritime.
En 2010, le climat de la commune est de type climat océanique franc, selon une étude du CNRS s'appuyant sur une série de données couvrant la période 1971-2000. En 2020, Météo-France publie une typologie des climats de la France métropolitaine dans laquelle la commune est exposée à un climat océanique et est dans la région climatique Côtes de la Manche orientale, caractérisée par un faible ensoleillement (1 550 h/an) ; forte humidité de l’air (plus de 20 h/jour avec humidité relative > 80 % en hiver), vents forts fréquents. Parallèlement le GIEC normand, un groupe régional d’experts sur le climat, différencie quant à lui, dans une étude de 2020, trois grands types de climats pour la région Normandie, nuancés à une échelle plus fine par les facteurs géographiques locaux. La commune est, selon ce zonage, exposée à un « climat maritime », correspondant au Pays de Caux, frais, humide et pluvieux, légèrement plus frais que dans le Cotentin.
Pour la période 1971-2000, la température annuelle moyenne est de 10,4 °C, avec une amplitude thermique annuelle de 13,1 °C. Le cumul annuel moyen de précipitations est de 892 mm, avec 13,4 jours de précipitations en janvier et 8,6 jours en juillet. Pour la période 1991-2020, la température moyenne annuelle observée sur la station météorologique la plus proche, située sur la commune de Cayeux-sur-Mer à 18 km à vol d'oiseau, est de 11,4 °C et le cumul annuel moyen de précipitations est de 761,1 mm,. Pour l'avenir, les paramètres climatiques de la commune estimés pour 2050 selon différents scénarios d'émission de gaz à effet de serre sont consultables sur un site dédié publié par Météo-France en novembre 2022.

## Urbanisme

### Typologie
Au 1er janvier 2024, Étalondes est catégorisée bourg rural, selon la nouvelle grille communale de densité à sept niveaux définie par l'Insee en 2022.
Elle est située hors unité urbaine. Par ailleurs la commune fait partie de l'aire d'attraction d'Eu, dont elle est une commune de la couronne,. Cette aire, qui regroupe 26 communes, est catégorisée dans les aires de moins de 50 000 habitants,.

### Occupation des sols

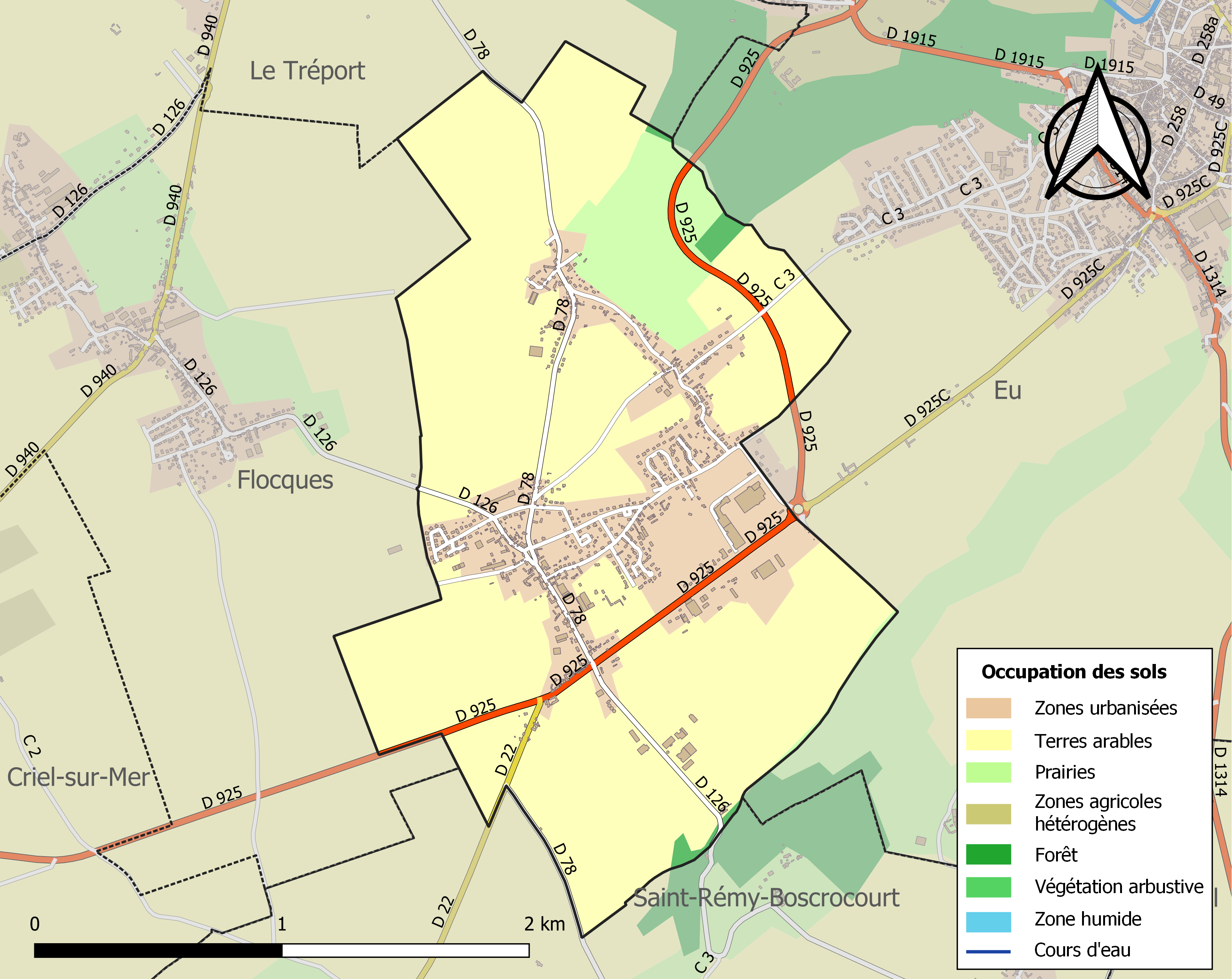
Carte des infrastructures et de l'occupation des sols de la commune en 2018 (CLC).

L'occupation des sols de la commune, telle qu'elle ressort de la base de données européenne d’occupation biophysique des sols Corine Land Cover (CLC), est marquée par l'importance des territoires agricoles (77,2 % en 2018), en diminution par rapport à 1990 (82,7 %).
La répartition détaillée en 2018 est la suivante : terres arables (70,2 %), zones urbanisées (21,9 %), prairies (7 %), forêts (0,8 %).
L'évolution de l’occupation des sols de la commune et de ses infrastructures peut être observée sur les différentes représentations cartographiques du territoire : la carte de Cassini (XVIIIe siècle), la carte d'état-major (1820-1866) et les cartes ou photos aériennes de l'IGN pour la période actuelle (1950 à aujourd'hui).

### Lieux-dits, hameaux et écarts
La commune compte un hameau, Mancheville.

### Habitat et logement
En 2021, le nombre total de logements dans la commune était de 489, alors qu'il était de 480 en 2016 et de 478 en 2011.
Parmi ces logements, 93,6 % étaient des résidences principales, 2,9 % des résidences secondaires et 3,5 % des logements vacants. Ces logements étaient pour 99 % d'entre eux des maisons individuelles et pour 1 % des appartements.
Le tableau ci-dessous présente la typologie des logements à Étalondes en 2021 en comparaison avec celle de la Seine-Maritime et de la France entière. Une caractéristique marquante du parc de logements est ainsi la faible proportion des résidences secondaires et logements occasionnels (2,9 %) par rapport au département (4,1 %) et à la France entière (9,7 %).
| Typologie                                               | Étalondes | Seine-Maritime | France entière |
| ------------------------------------------------------- | --------- | -------------- | -------------- |
| Résidences principales (en %)                           | 93,6      | 88             | 82,2           |
| Résidences secondaires et logements occasionnels (en %) | 2,9       | 4,1            | 9,7            |
| Logements vacants (en %)                                | 3,5       | 7,9            | 8,1            |

## Toponymie
Le nom de la localité est attesté sous les formes Stanelonde en 1059 (Jean Adigard des Gautries, 1957 p. 140); Stenelunda en 1119 (S. Deck, 243); Stanelonde, Stanelunda vers 1119; Estanelonde en 1181-89 (Rec. Henri II, II, 385); Stanelonde en 1185
Estælonde au XIIe siècle; Estalonde en 1282 (Kermaingant 77, 3, 262, 263), Étalonde en 1757,.
Il s'agit d'une formation toponymique médiévale de type anglo-scandinave basée sur le vieux norrois lundr « bois » (comprendre « bosquet, petit bois »). En finale, cet appellatif a généralement abouti à -lon (-lunt, -lont, -lond dans les formes anciennes), -londe étant exceptionnel cf. également Faguillonde (pays de Caux). En revanche, employé de manière autonome, c'est la forme londe qui prévaut dans les nombreux la Londe.
Le premier élément s'explique par le vieil anglais stan « pierre » (comprendre stān > anglais moderne stone) et non par le vieux norrois steinn « pierre » qui convient moins bien sur le plan phonétique. En effet, la mention Stenelunda est isolée et plus tardive que l'attestation primitive, en outre Stanelonde a régulièrement donné *Estanelonde, puis dès le XIIIe siècle Estalonde, et enfin Étalonde en 1757, la forme Étalondes apparaissant seulement au XVIIIe siècle.
Le sens global du toponyme est donc « bois où il y a une ou des pierres »
Remarque : l'ancien norrois steinn est par ailleurs fréquent dans la toponymie normande, dans le pays de Caux comme dans le Cotentin, mais les formes anciennes sont toutes en Stein- ou Estein- : Étainhus (Esteinhus 1222) ; Etaintot à Saint-Wandrille-Rançon (Esteintot 1142) et à Mautheville (Esteintot 1198, 1222) ; Etennemare à Limésy (Esteinemare, sans date) et à Saint-Valery-en-Caux (Esteinmare en 1252), etc.

## Histoire

### Antiquité
Un site gallo-romain est découvert en 2013 au lieu-dit la Plaine du chemin Saint-Martin. Deux habitations datées entre le Ier et le IIIe siècle, des sépultures et pas moins de 80 objets (céramiques, verreries, monnaies, bijoux, perles, outillage…) attestent d'une vie locale à cette époque.

## Politique et administration

### Rattachements administratifs et électoraux

#### Rattachements administratifs
La commune se trouve dans l'arrondissement de Dieppe du département de la Seine-Maritime.
Elle faisait partie depuis 1793 du canton d'Eu. Dans le cadre du redécoupage cantonal de 2014 en France, cette circonscription administrative territoriale a disparu, et le canton n'est plus qu'une circonscription électorale.

#### Rattachements électoraux
Pour les élections départementales, la commune fait partie depuis 2014 d'un nouveau canton d'Eu porté de 22 à 40 communes.
Pour l'élection des députés, elle fait partie de la sixième circonscription de la Seine-Maritime.

### Intercommunalité
Étalondes est membre de la communauté de communes des Villes Sœurs, un établissement public de coopération intercommunale (EPCI) à fiscalité propre créé en 2000 et auquel la commune a transféré un certain nombre de ses compétences, dans les conditions déterminées par le code général des collectivités territoriales.

### Liste des maires
| Période                                  | Période                       | Identité          | Étiquette | Qualité                                                                          |
| ---------------------------------------- | ----------------------------- | ----------------- | --------- | -------------------------------------------------------------------------------- |
| Les données manquantes sont à compléter. |                               |                   |           |                                                                                  |
|                                          |                               |                   |           |                                                                                  |
| 1823                                     | 1841                          | Jacques Roussel   |           |                                                                                  |
| 1841                                     | 1842                          | Jean Chatelain    |           |                                                                                  |
| 1843                                     | 1859                          | François Beauval  |           |                                                                                  |
| 1860                                     | 1888                          | Charles Roussel   |           |                                                                                  |
| 1888                                     | 1900                          | Ferdinand Duhamel |           |                                                                                  |
| 1900                                     | 1902                          | Emile Corsange    |           |                                                                                  |
| 1902                                     | 1905                          | Gustave Gignon    |           |                                                                                  |
| 1905                                     | 1935                          | Stéphane Delepine |           |                                                                                  |
| 1935                                     | 1947                          | Jules Boutleux    |           |                                                                                  |
| 1947                                     | 1959                          | Marcel Dupont     |           |                                                                                  |
| 1959                                     | 1989                          | Auguste Lelong    |           |                                                                                  |
| 1989                                     | 2001                          | Jean Le Prince    |           | Suppléant du député RPR Édouard Leveau (1993-1997)                               |
| 2001                                     | mai 2020                      | Lucien Fosse      |           | Vice-président de la CC des Villes Sœurs (2014 → 2020)                           |
| mai 2020,                                | octobre 2024,                 | Mario Donà        |           | Cadre retraité Mandat écourté par la démission d'une partie du conseil municipal |
| octobre 2024                             | En cours (au 23 janvier 2025) | Jean-Marc Gillet  |           | Chef de projet à EDF                                                             |

## Équipements et services publics

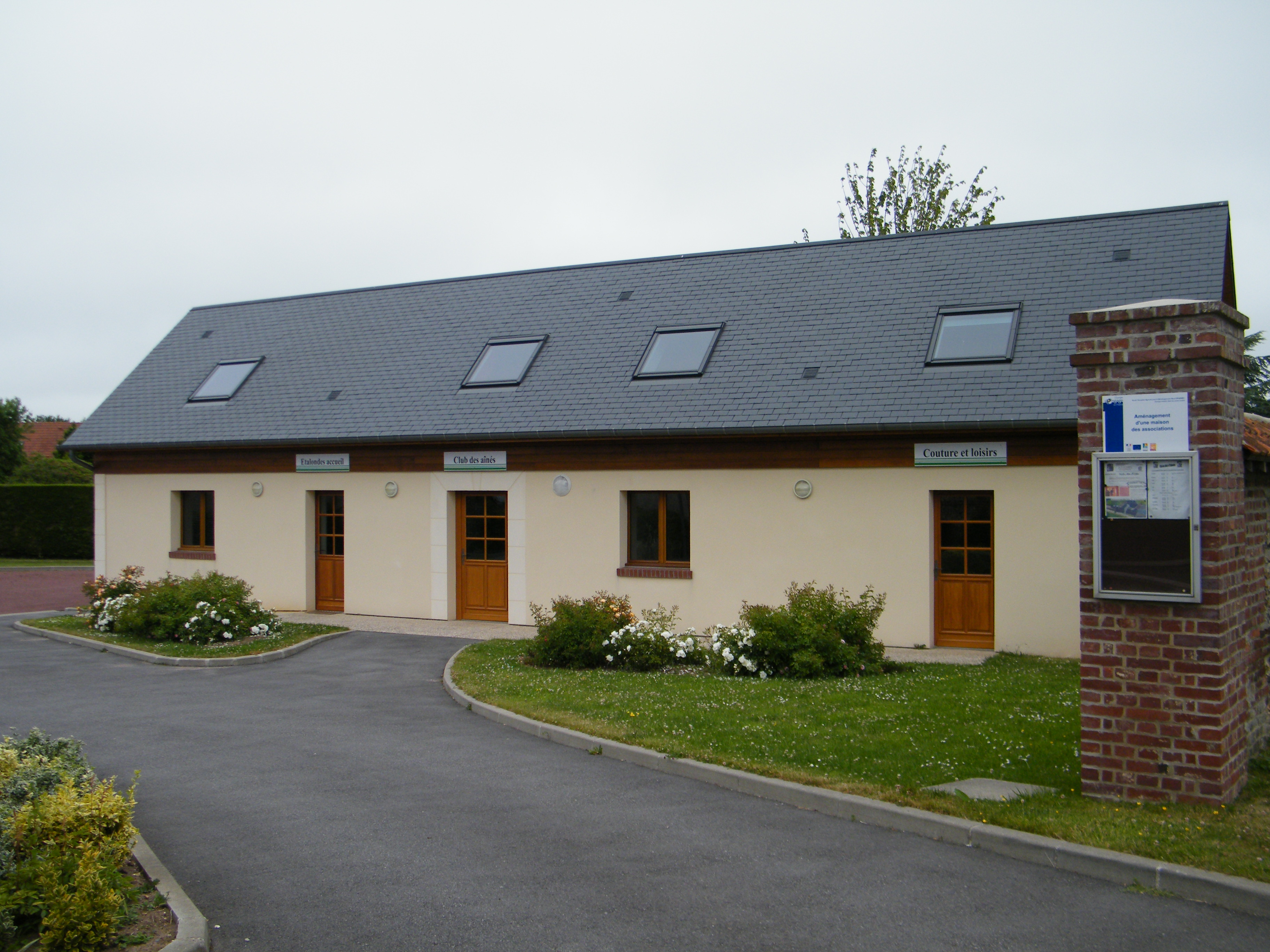
La salle des associations.

- Centre départemental d'exploitation des routes, ouvert en 2024 et regroupant les anciens centres du Tréport et de Blangy-sur-Bresle, devenus inadaptés[27].
- Refuge de la Société protectrice des animaux[28].

### Enseignement
Les communes d'Étalondes et Saint-Rémy-Broscrocourt se sont associées en regroupement pédagogique intercommunal en matière d'enseignement primaire. Pour l'année scolaire 2018-2019, quatre classes sont situées à Étalondes, dans l'école Françoise-Dolto, trois à Saint-Rémy.
Un nouveau bâtiment pour la cantine est construit sur les plans du cabinet d’architectes En Act, basé à Eu, entre l’école et le club house en 2023/2024

## Population et société

### Démographie
L'évolution du nombre d'habitants est connue à travers les recensements de la population effectués dans la commune depuis 1793. Pour les communes de moins de 10 000 habitants, une enquête de recensement portant sur toute la population est réalisée tous les cinq ans, les populations de référence des années intermédiaires étant quant à elles estimées par interpolation ou extrapolation. Pour la commune, le premier recensement exhaustif entrant dans le cadre du nouveau dispositif a été réalisé en 2006.

En 2022, la commune comptait 1 071 habitants, en évolution de +0,19 % par rapport à 2016 (Seine-Maritime : +0,35 %, France hors Mayotte : +2,11 %).
| 1793 | 1800 | 1806 | 1821 | 1831 | 1836 | 1841 | 1846 | 1851 |
| ---- | ---- | ---- | ---- | ---- | ---- | ---- | ---- | ---- |
| 341  | 324  | 348  | 337  | 337  | 345  | 347  | 360  | 357  |

| 1856 | 1861 | 1866 | 1872 | 1876 | 1881 | 1886 | 1891 | 1896 |
| ---- | ---- | ---- | ---- | ---- | ---- | ---- | ---- | ---- |
| 347  | 335  | 350  | 329  | 337  | 343  | 336  | 348  | 343  |

| 1901 | 1906 | 1911 | 1921 | 1926 | 1931 | 1936 | 1946 | 1954 |
| ---- | ---- | ---- | ---- | ---- | ---- | ---- | ---- | ---- |
| 349  | 371  | 375  | 430  | 435  | 415  | 429  | 409  | 448  |

| 1962 | 1968 | 1975 | 1982 | 1990 | 1999  | 2006  | 2011  | 2016  |
| ---- | ---- | ---- | ---- | ---- | ----- | ----- | ----- | ----- |
| 461  | 499  | 642  | 787  | 917  | 1 030 | 1 133 | 1 131 | 1 069 |

| 2021  | 2022  | - | - | - | - | - | - | - |
| ----- | ----- | - | - | - | - | - | - | - |
| 1 059 | 1 071 | - | - | - | - | - | - | - |

## Économie
Une importante zone commerciale, la la zone 925 se trouve à Etalondes, dont la locomotive est un centre commercial Leclerc ouvert en 1984 et qui s'est progressivement développé  et qui atteint en 2024 4 465 m²,

## Culture locale et patrimoine

### Lieux et monuments
- L'église Notre-Dame d'Étalondes[36].

- La statue de la vierge Marie.
- L'ancien presbytère d'Étalondes, propriété privée bâtie  en briques et en galets et jouxtant l'église paroissiale[37]

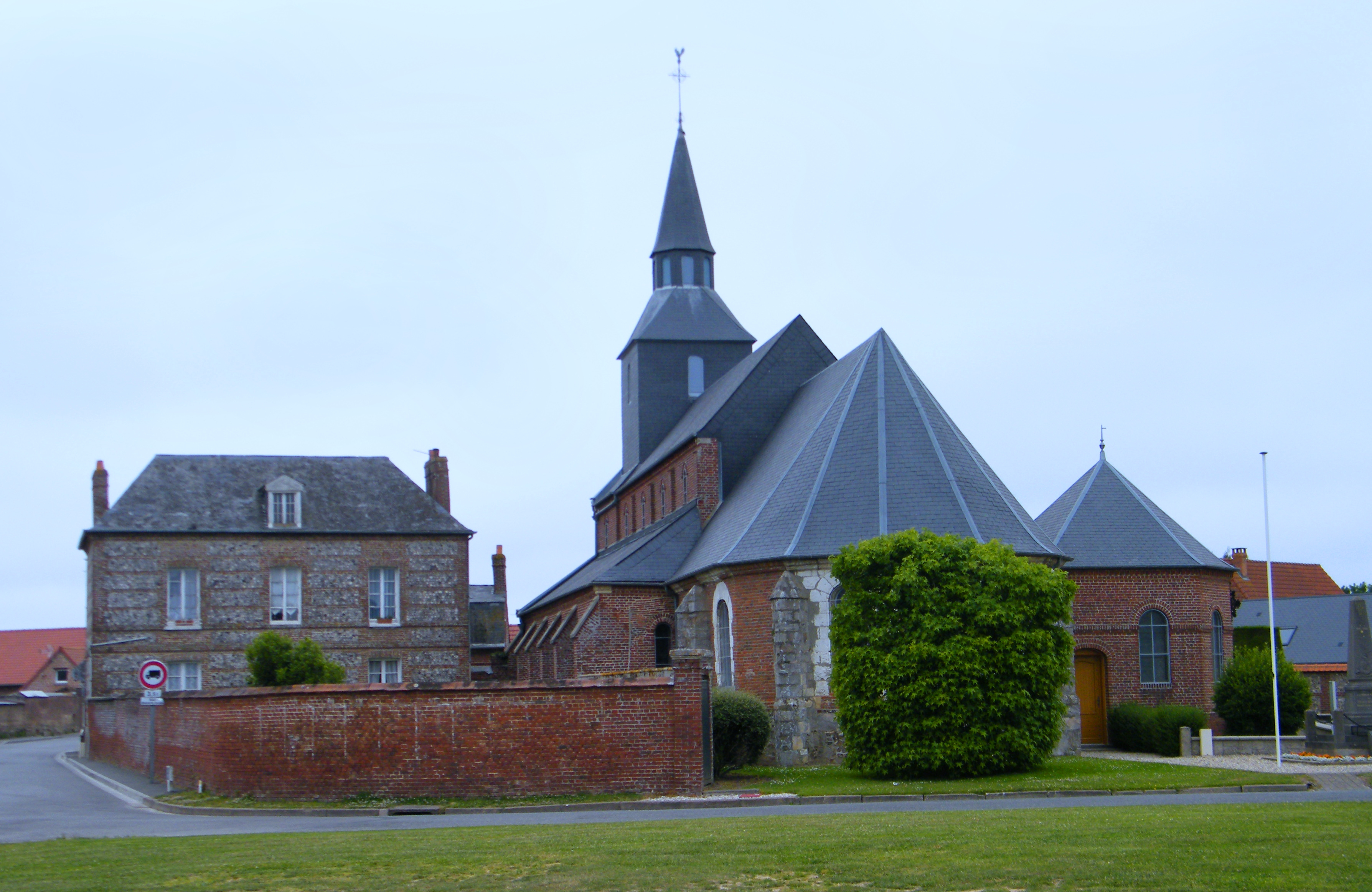
L'église Notre-Dame...
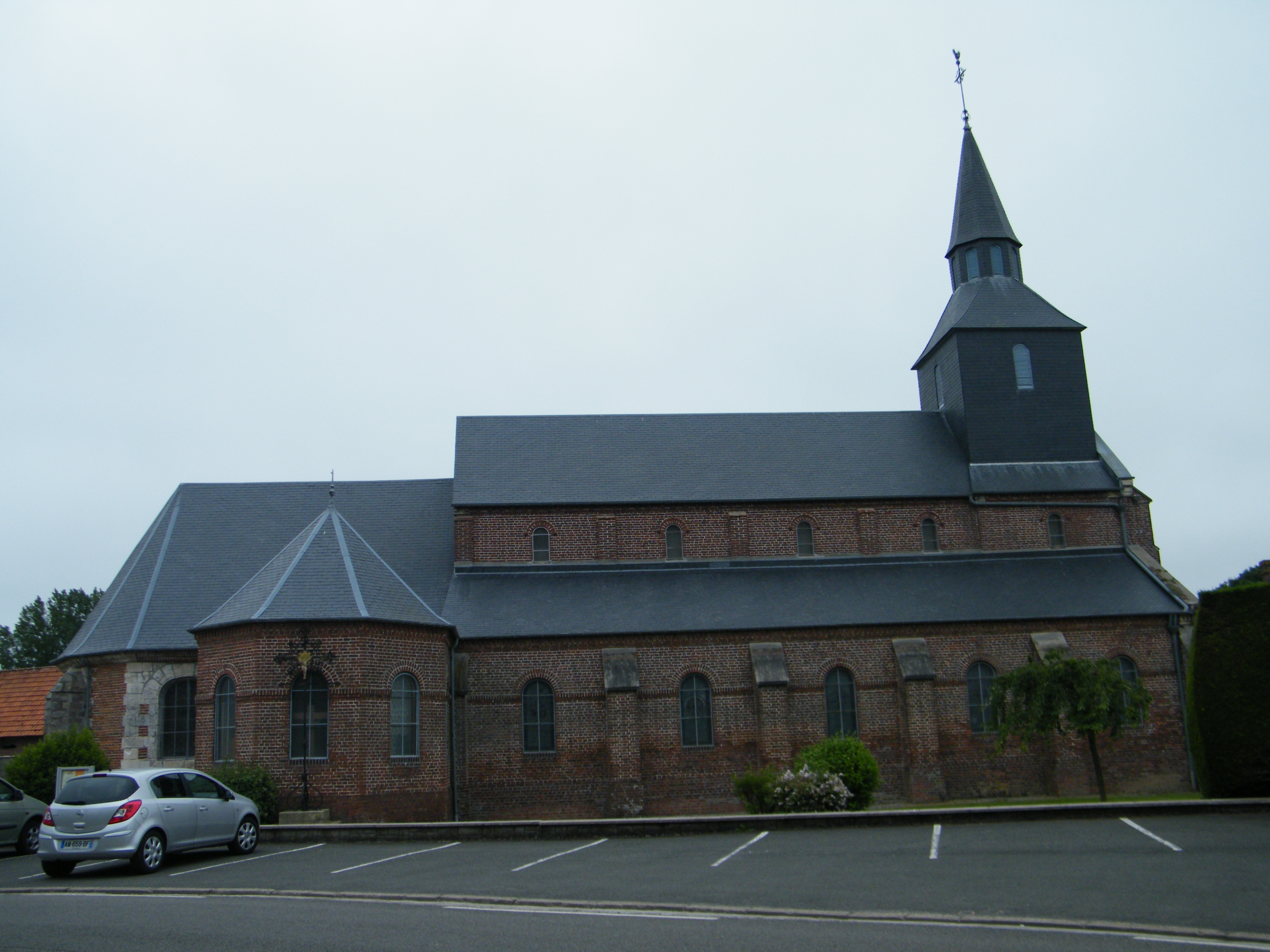
... son côté...
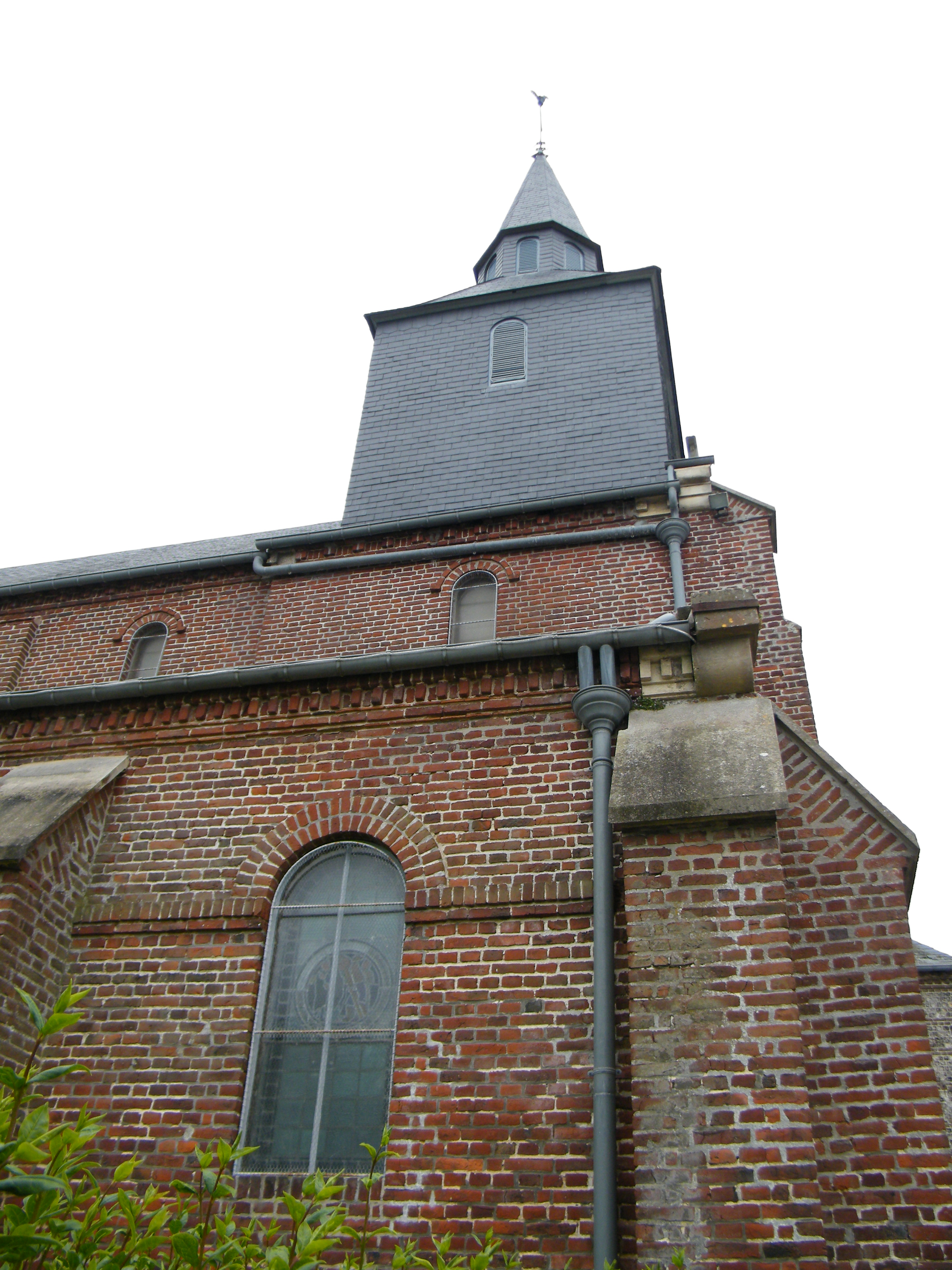
... et son clocher.
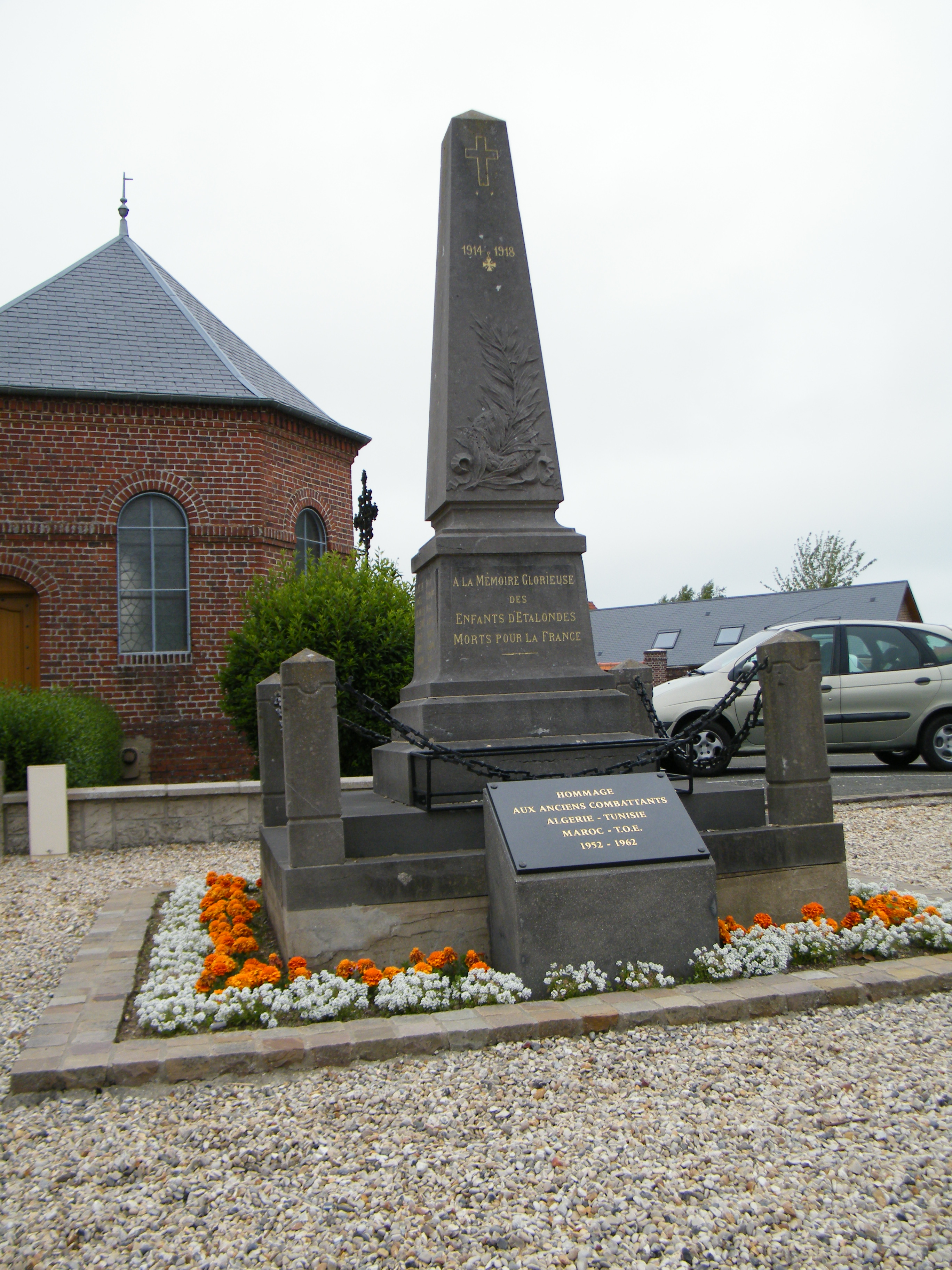
Monument aux morts.

## Pour approfondir